# Водний (Адигея)
Водний (рос. Водный) — селище Красногвардійського району Адигеї Росії. Входить до складу Хатукайського сільського поселення.
Населення — ненаселений (2015 рік).